# Kraserion
Kraserion (in greco antico: Κρασέριον?) fu un chorion della Sicilia, citato da Filisto di Siracusa (presso Stefano di Bisanzio):
(Stefano di Bisanzio, Ethn., 382.11)
In base a un'iscrizione rinvenuta nei pressi dell'antica Akrai, nella quale un termine è stato interpretato come l'etnico citato in Stefano di Bisanzio, è stata suggerita una localizzazione di Kraserion in territorio siracusano, benché il collegamento appaia debole e impossibile da determinare.